# Сохы
Сохы (пол. Sochy) — деревня в Замойском повете Люблинского воеводства Польши. Находится примерно в 27 км к юго-западу от центра города Замосць. Входит в состав гмины Звежинец. Деревня была основана ранее 1826 года. Деревня находится на территории Розточаньского национального парка, поэтому вокруг неё проложено множество пешеходных и велосипедных маршрутов.

## География
Расположена в Розточаньском национальном парке.
Расстояние до центра гмины, города Звежинец, составляет около 5 километров.

## История
С 1975 по 1998 год деревня Сохы входила в состав Замойского воеводства.

## Население
По данным переписи 2011 года, население деревни составляло 376 человек (из них 186 мужчин и 190 женщин).
Демографическая структура по состоянию на 31 марта 2011 года:
|         | Всего | До трудоспособного возраста | Трудоспособного возраста | Старше трудоспособного возраста |
| ------- | ----- | --------------------------- | ------------------------ | ------------------------------- |
| Мужчины | 186   | 51                          | 113                      | 22                              |
| Женщины | 190   | 40                          | 97                       | 53                              |
| Всего   | 376   | 91                          | 210                      | 75                              |

## Галерея

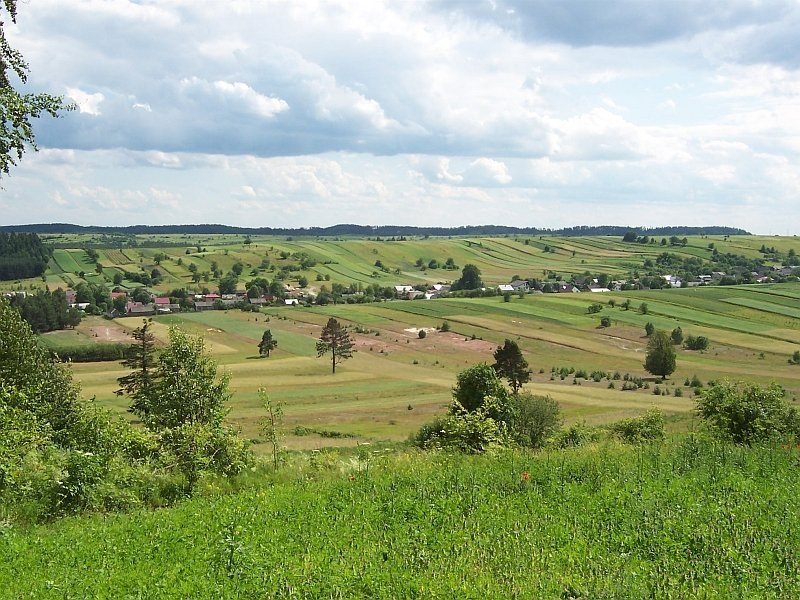
Вид с холма Буковая гора на деревню
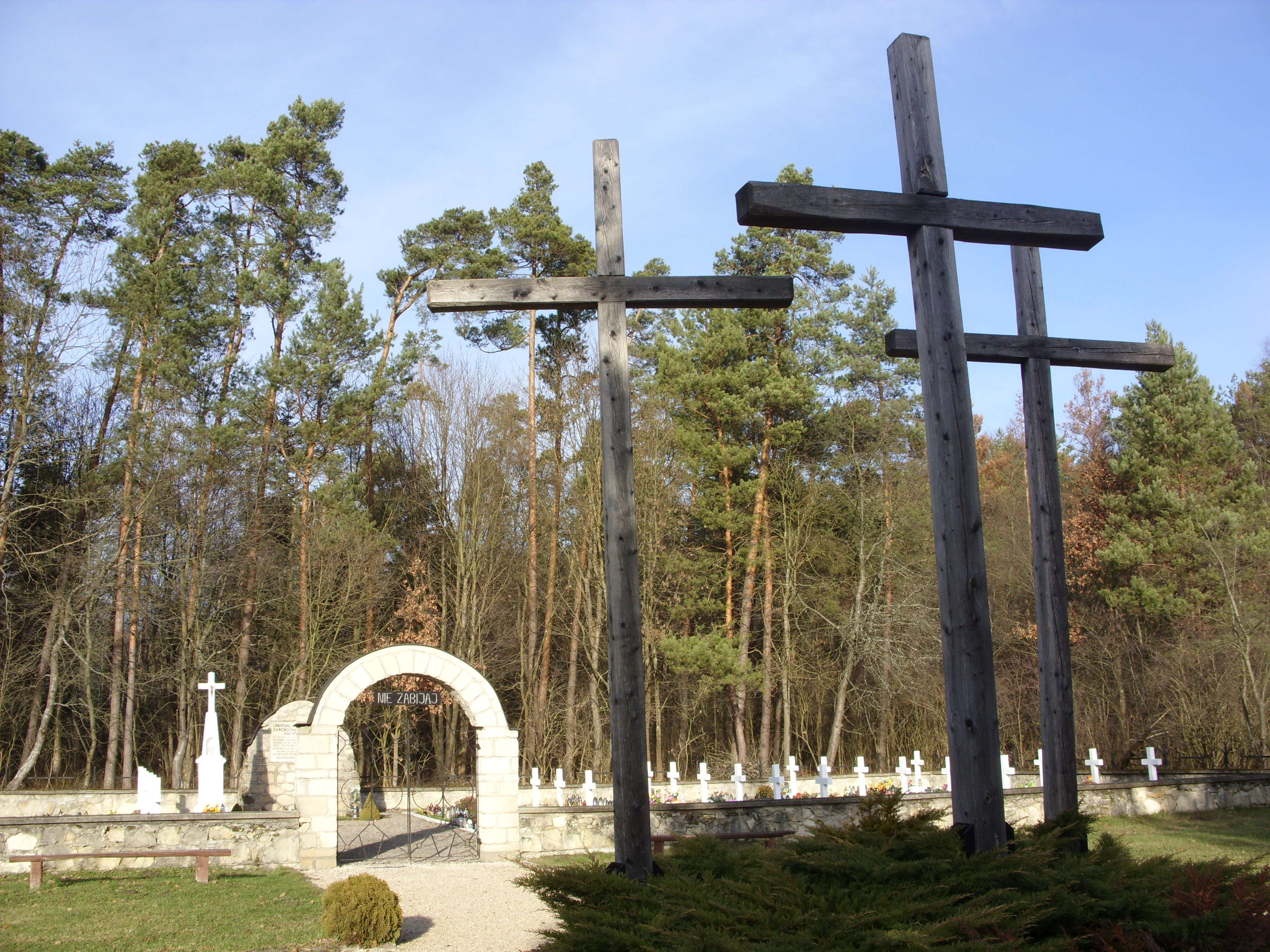
Кресты на кладбище
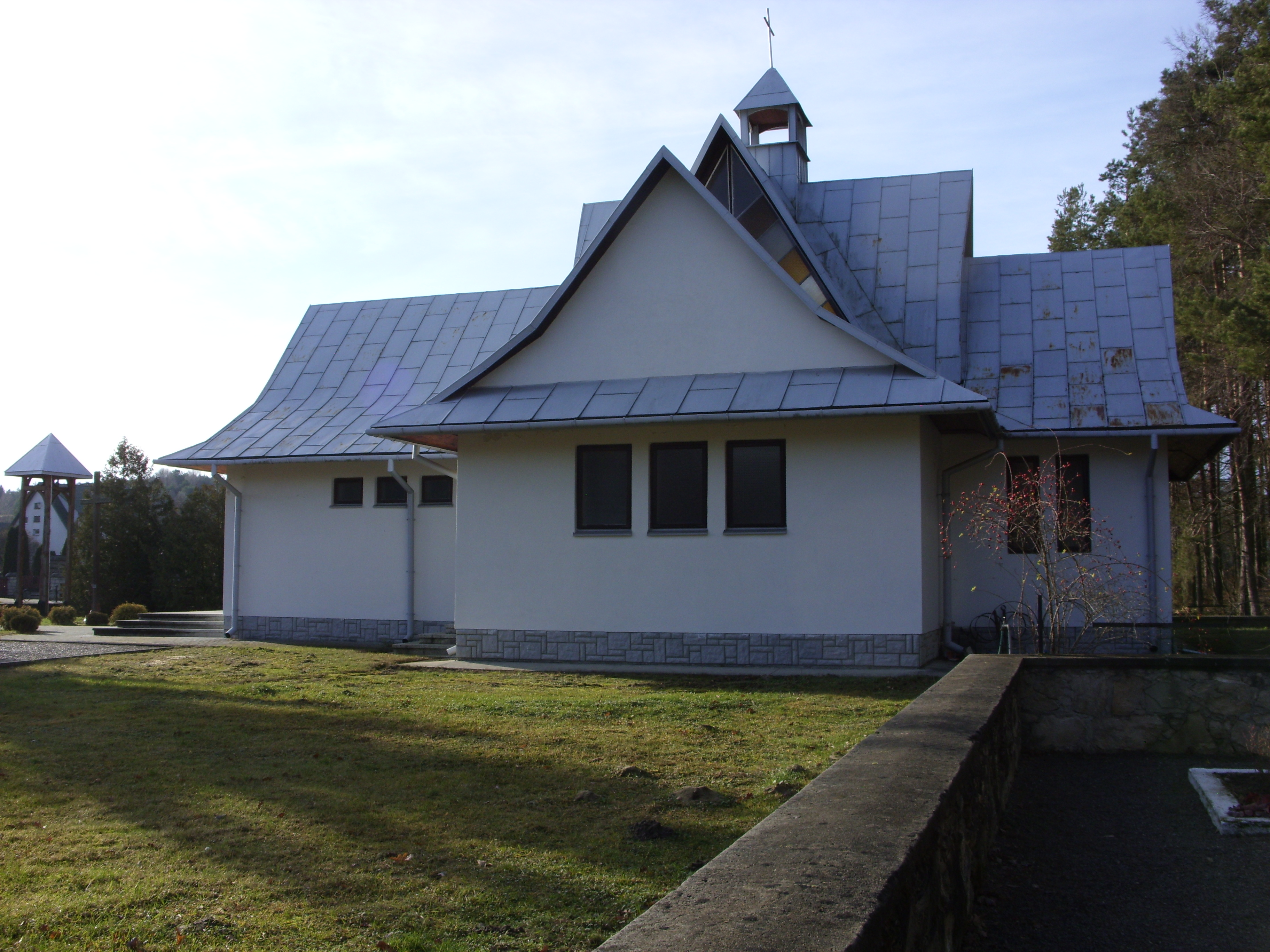
Церковь
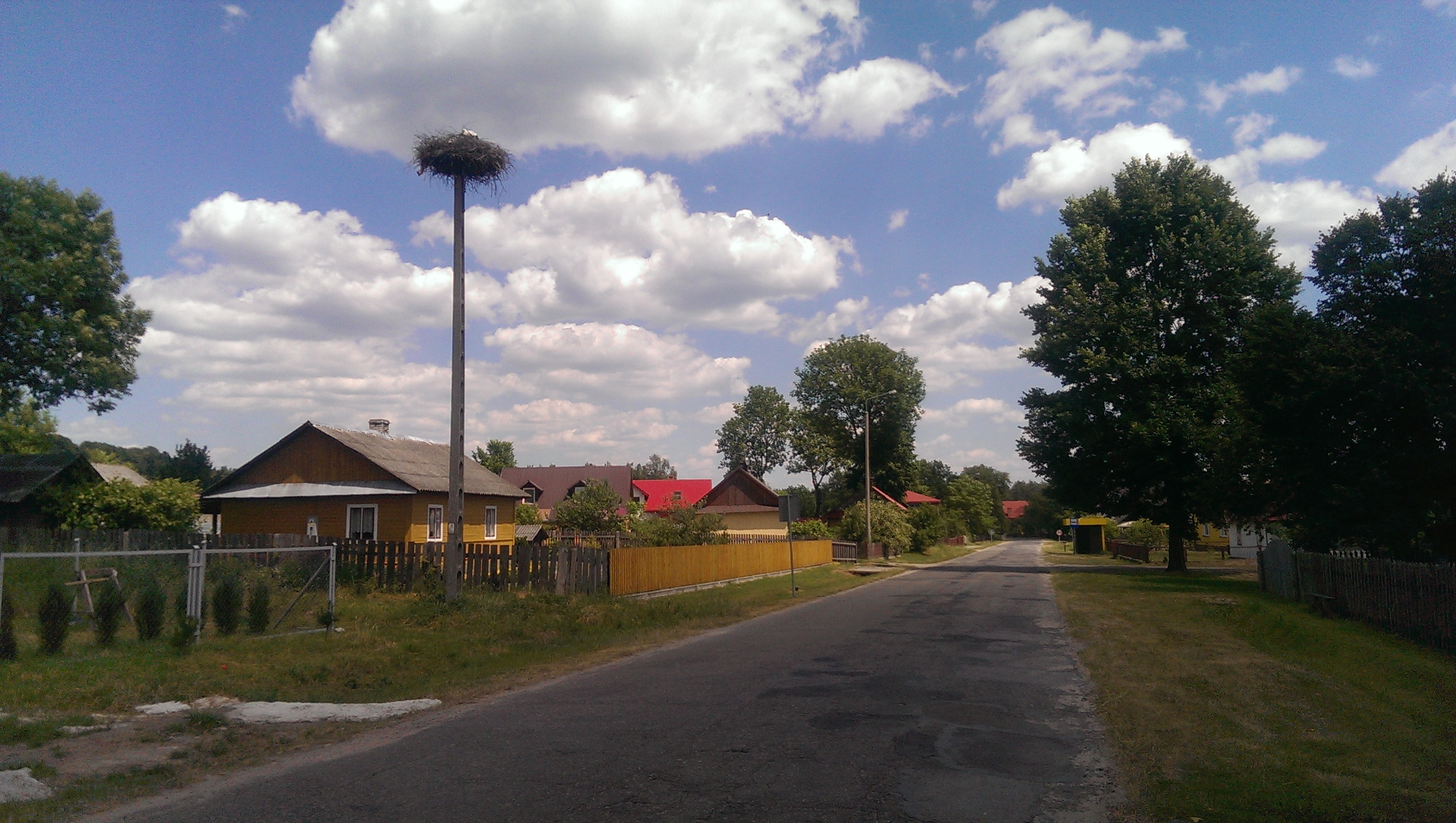
Одна из улиц